# Waikiki

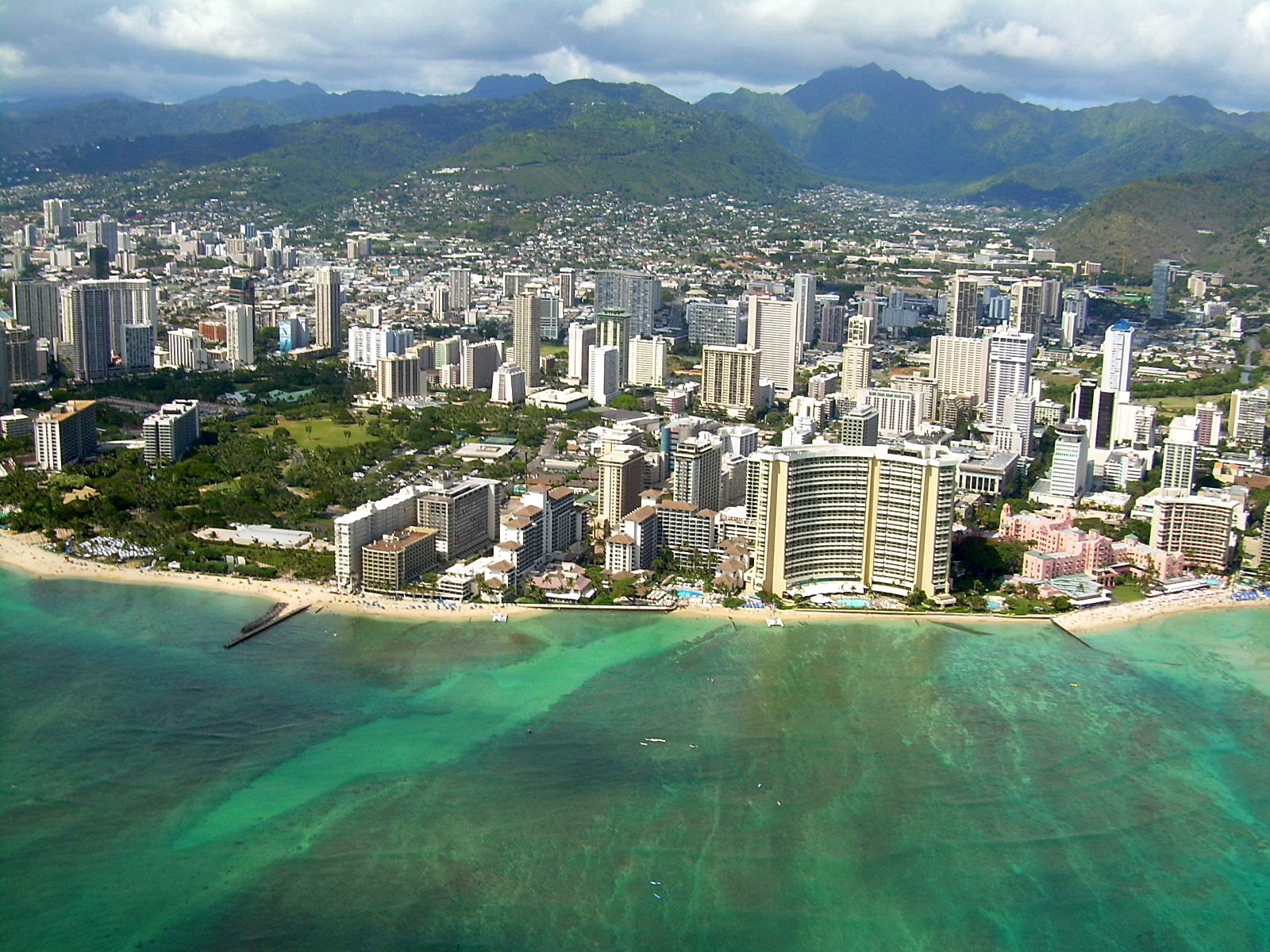
Waikiki

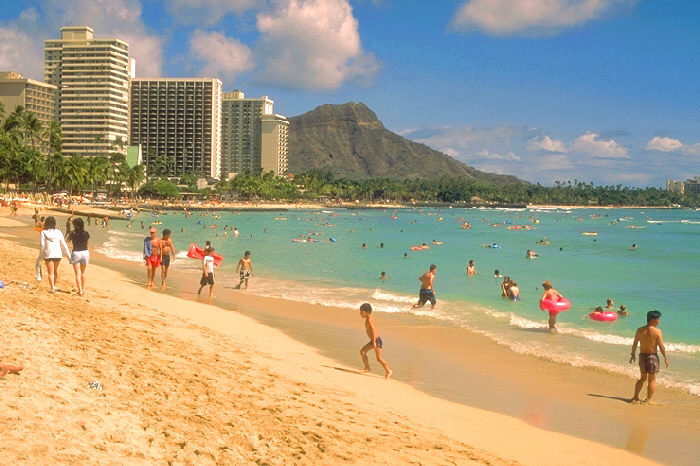
Het strand van Waikiki

Waikiki is een wijk in de Hawaïaanse stad Honolulu tussen het Ala Wai Canal en Diamond Head.
Waikiki was in 1795 en 1796 de hoofdstad van het Koninkrijk Hawaï.
Het heeft een oppervlakte van slechts 4 km² en strekt zich uit langs de zuidkust van het eiland Oahu. Het is vooral bekend vanwege de hoge concentratie van luxe hoteltorens langs een nogal smal strand en de Honolulu Zoo en Waikiki Aquarium. Waikiki is de grootste trekpleister voor toeristen in Hawaï. Het huisvest 56% van de full service hotels in de hele staat, en 45% van de toeristen die Hawaï bezoeken verblijven er (cijfers van 2002). Met de inkomsten van het toerisme levert Waikiki ongeveer 8% van het totale bruto binnenlands product van de staat Hawaï (2002). 
Waikiki is sterk vercommercialiseerd met hotels, dure winkelcentra, bars en restaurants, en er is weinig van de oorspronkelijke Hawaïaanse cultuur terug te vinden. Toeristen komen voornamelijk uit de Verenigde Staten en Japan, maar ook uit Canada en zelfs Australië. Al in de jaren twintig was Waikiki een belangrijke bestemming voor Amerikaanse toeristen.
Aan het strand staat het standbeeld van Duke Kahanamoku. Het strand is sterk aan erosie onderhevig.